# Graphea marmorea
Graphea marmorea là một loài bướm đêm thuộc phân họ Arctiinae, họ Erebidae.